# Héctor Font
Héctor Font Romero (Vila-real, 15 giugno 1984) è un ex calciatore spagnolo, di ruolo centrocampista.

## Carriera
Héctor Font ha iniziato la sua carriera giocando nel Villarreal dal 2002 al 2006, debuttando nella Primera División il 15 giugno 2003 contro l'Espanyol. Viene quindi ceduto al Ciudad de Murcia nella stagione 2003-04, per poi tornare nuovamente al Villarreal con cui ha giocato 11 partite nella Coppa UEFA 2004-2005, segnando anche 2 gol, e 4 partite nella Champions League 2006-2007.
Nel luglio 2006 firma per l'Osasuna, dove gioca per 3 stagioni, prima di passare al Real Valladolid nel luglio 2009.
Successivamente Font ha continuato a giocare in seconda serie negli anni seguenti con lo Xerez CD, il Recreativo de Huelva, il FC Cartagena, il CD Lugo e Hércules CF. Nel luglio 2014 è sceso al terzo livello del calcio professionistico spagnolo firmando per il Real Oviedo.